# El Tablazo (Piura)
El Tablazo es un caserío peruano ubicado en el distrito de El Arenal, perteneciente a la provincia de Paita del departamento de Piura, al norte del Perú. 

## Ubicación
El Tablazo se ubica al norte de la provincia de Paita, en el distrito de El Arenal, en el departamento de Piura. 

## Demografía
En 2017 El Tablazo tenía una población de 314 habitantes.
| Gráfica de evolución demográfica de El Tablazo entre 1993 y 2017 |
|                                                                  |
| Fuentes: Población 1993 y 2017                                   |